# Crosscup
De EnergyVision Crosscup (ook wel gespeld als CrossCup) is een veldloopcriterium in België, dat uit 6 verschillende crossen bestaat, met als opener een estafettewedstrijd. Wie de meeste punten behaalt in de 6 crossen samen, is de eindlaureaat.
De EnergyVision Crosscup ontstond in 1982 en had als doel het veldlopen opnieuw aantrekkelijker te maken bij atleten en publiek. Dit evenement wordt georganiseerd door Jos Van Roy in samenwerking met Golazo, het sport-, media- en entertainmentbedrijf van Bob Verbeeck.
Door het aantrekkelijke prijzengeld slaagt de organisatie er in om de beste Belgische crossers aan de start te krijgen.
De Crosscup bestond tijdens het veldloopseizoen 2022-2023 uit Berlare (relay), Mol, Roeselare, Hannuit, Diest en Brussel dat tevens het Belgisch kampioenschap was.

## Winnaars Crosscup
| Editie | Jaar      | Winnaar mannen     | Winnaar vrouwen            | Winnaar korte cross (m) | Winnaar korte cross (v) | Winnaar U23 (m)        | Winnaar U23 (v)     |
| ------ | --------- | ------------------ | -------------------------- | ----------------------- | ----------------------- | ---------------------- | ------------------- |
| 1      | 1982-1983 | Leon Schots        | Geen vrouwenwedstrijd      | –                       | –                       | –                      | –                   |
| 2      | 1983-1984 | Vincent Rousseau   | Francine Peeters           | –                       | –                       | –                      | –                   |
| 3      | 1984-1985 | Vincent Rousseau   | Betty Vansteenbroek        | –                       | –                       | –                      | –                   |
| 4      | 1985-1986 | Vincent Rousseau   | Betty Vansteenbroek        | –                       | –                       | –                      | –                   |
| 5      | 1986-1987 | Vincent Rousseau   | Ingrid Delagrange          | –                       | –                       | –                      | –                   |
| 6      | 1987-1988 | Vincent Rousseau   | Véronique Collard          | –                       | –                       | –                      | –                   |
| 7      | 1988-1989 | Roger Hackney (GB) | Véronique Collard          | –                       | –                       | –                      | –                   |
| 8      | 1989-1990 | Ruddy Walem        | Ingrid Delagrange          | –                       | –                       | –                      | –                   |
| 9      | 1990-1991 | Vincent Rousseau   | Véronique Collard          | –                       | –                       | –                      | –                   |
| 10     | 1991-1992 | Vincent Rousseau   | Lieve Slegers              | –                       | –                       | –                      | –                   |
| 11     | 1992-1993 | Vincent Rousseau   | Ingrid Delagrange          | –                       | –                       | –                      | –                   |
| 12     | 1993-1994 | William Van Dijck  | Ingrid Delagrange          | –                       | –                       | –                      | –                   |
| 13     | 1994-1995 | Ruddy Walem        | Lieve Slegers              | –                       | –                       | –                      | –                   |
| 14     | 1995-1996 | William Van Dijck  | Stefanija Statkuvienė (LT) | –                       | –                       | –                      | –                   |
| 15     | 1996-1997 | Mohammed Mourhit   | Marleen Renders            | –                       | –                       | –                      | –                   |
| 16     | 1997-1998 | Mohammed Mourhit   | Veerle Dejaeghere          | –                       | –                       | –                      | –                   |
| 17     | 1998-1999 | Ruddy Walem        | Anja Smolders              | –                       | –                       | –                      | –                   |
| 18     | 1999-2000 | Tom Compernolle    | Veerle Dejaeghere          | –                       | –                       | –                      | –                   |
| 19     | 2000-2001 | Tom Van Hooste     | Anja Smolders              | –                       | –                       | –                      | –                   |
| 20     | 2001-2002 | Tom Van Hooste     | Anja Smolders              | Tim Clerbout            | –                       | –                      | –                   |
| 21     | 2002-2003 | Tom Van Hooste     | Fatiha Baouf               | Ridouane Es Saadi       | –                       | –                      | –                   |
| 22     | 2003-2004 | Tom Van Hooste     | Veerle Dejaeghere          | Ridouane Es Saadi       | –                       | –                      | –                   |
| 23     | 2004-2005 | Tom Van Hooste     | Veerle Dejaeghere          | Tim Clerbout            | –                       | Pieter Desmet          | –                   |
| 24     | 2005-2006 | Tom Van Hooste     | Veerle Dejaeghere          | Dries Busselot          | –                       | Kristof Mouton         | –                   |
| 25     | 2006-2007 | Pieter Desmet      | Veerle Dejaeghere          | Dries Busselot          | –                       | Michael Brandenburg    | Selien De Schryder  |
| 26     | 2007-2008 | Pieter Desmet      | Veerle Dejaeghere          | Kim Ruell               | –                       | Sanne Torfs            | Sandra Schenkel     |
| 27     | 2008-2009 | Pieter Desmet      | Veerle Dejaeghere          | Kim Ruell               | –                       | Atelaw Bekele          | Hanna Vandenbussche |
| 28     | 2009-2010 | Pieter Desmet      | Veerle Dejaeghere          | Wesley De Kerpel        | –                       | Sanne Torfs            | Lynn De Coninck     |
| 29     | 2010-2011 | Jeroen D'hoedt     | Veerle Dejaeghere          | Tom Van Rooy            | –                       | Jeroen D'hoedt         | Kim Bosmans         |
| 30     | 2011-2012 | Atelaw Bekele      | Veerle Dejaeghere          | Maarten Van Steen       | –                       | Koen Naert             | Zenobie Vangansbeke |
| 31     | 2012-2013 | Koen Naert         | Veerle Dejaeghere          | Kim Ruell               | –                       | Dries Basemans         | Zenobie Vangansbeke |
| 32     | 2013-2014 | Jeroen D'hoedt     | Veerle Dejaeghere          | Isaac Kimeli            | –                       | Dries Basemans         | Louise Carton       |
| 33     | 2014-2015 | Isaac Kimeli       | Louise Carton              | Franky Hernould         | –                       | Isaac Kimeli           | Louise Carton       |
| 34     | 2015-2016 | Isaac Kimeli       | Louise Carton              | Dieter Kersten          | –                       | Isaac Kimeli           | Louise Carton       |
| 35     | 2016-2017 | Isaac Kimeli       | Louise Carton              | Ismael Debjani          | –                       | Dieter Kersten         | Charlotte Van Hese  |
| 36     | 2017-2018 | Soufiane Bouchikhi | Imana Truyers              | Jeroen D'hoedt          | –                       | Simon Debognies        | Vanessa Scaunet     |
| 37     | 2018-2019 | Isaac Kimeli       | Nina Lauwaert              | Valère Hustin           | –                       | Dorian Boulvin         | Mathilde Deswaef    |
| 38     | 2019-2020 | Dieter Kersten     | Hanne Verbruggen           | Robin Hendrix           | –                       | Tim Van de Velde       | Milly Welsh         |
| 39     | 2020-2021 | John Heymans       | Mieke Gorissen             | Ruben Querinjean        | –                       | Guillaume Grimard      | Mélanie Bovy        |
| 40     | 2021-2022 | Michael Somers     | Mieke Gorissen             | Ruben Querinjean        | Elise Vanderelst        | Arnaud Collard         | Juliette Thomas     |
| 41     | 2022-2023 | Isaac Kimeli       | Lisa Rooms                 | Maxime Delvoie          | Mariska Parewyck        | Yorick Van De Kerkhove | Jana Van Lent       |
| 42     | 2023-2024 | Guillaume Grimard  | Jana Van Lent              | Audah Ziad              | Charlotte Van Hese      | Noah Konteh            | Julie Voet          |
| 43     | 2024-2025 | Ruben Querinjean   | Chloé Herbiet              | Antoine Sénard          | Marie Bilo              | Tristan Gevaert        | Julie Voet          |

## Naam
De huidige naam EnergyVision Crosscup komt van de sponsor EnergyVision.